# Zülow
 Zülow là một đô thị ở huyện Ludwigslust, bang Mecklenburg-Vorpommern, Đức. Đô thị này có diện tích 7,13 km², dân số thời điểm 31 tháng 12 là 153 người.